# Administration Plante

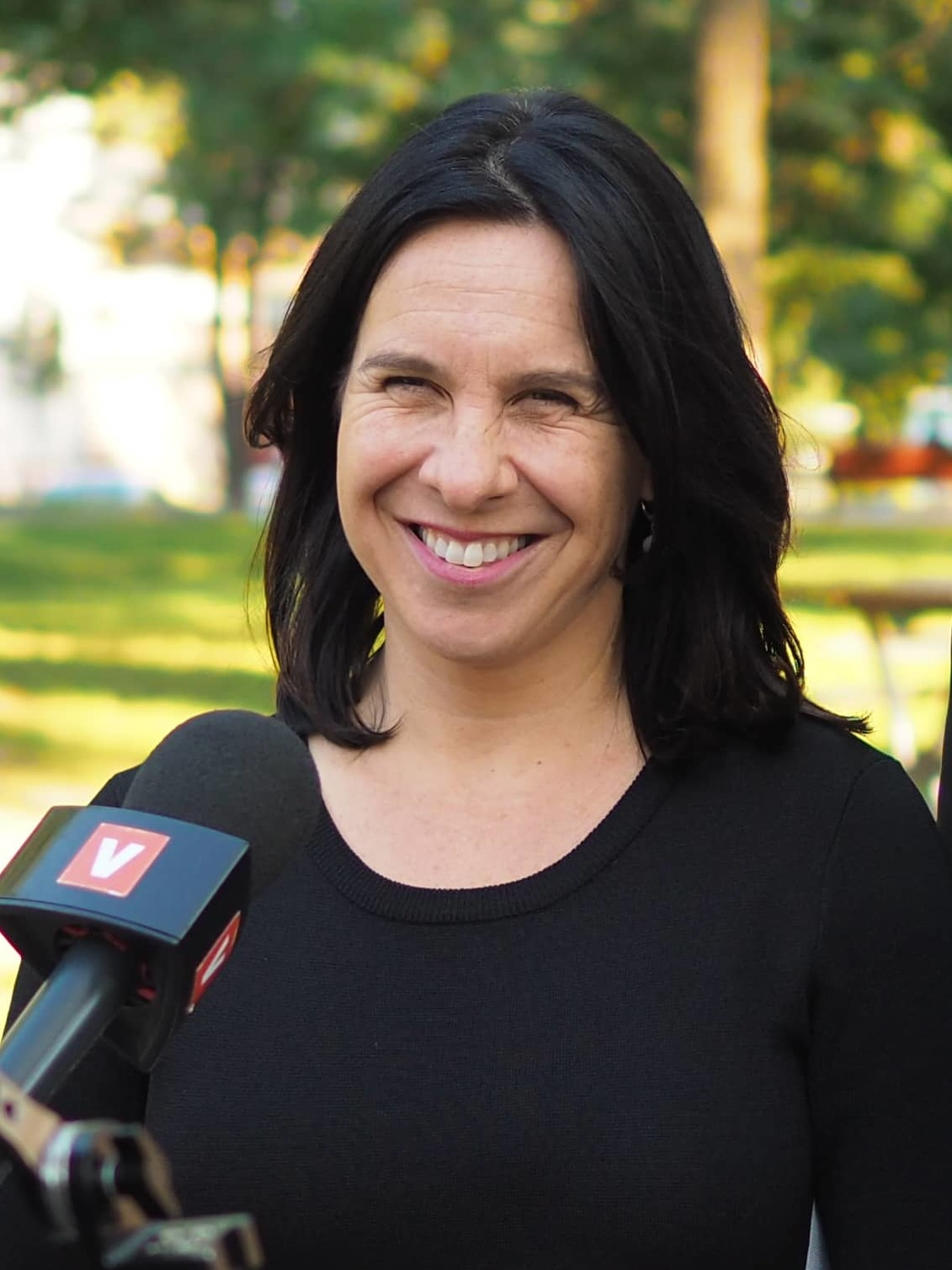
Valérie Plante, mairesse de Montréal

L'administration Plante ou administration Plante-Dorais dirige la Ville de Montréal depuis le 16 novembre 2017, date d'assermentation de la mairesse Valérie Plante à la suite de sa victoire et de celle de son parti, Projet Montréal, aux élections municipales de 2017 à Montréal.
Cette administration succède à celle du maire Denis Coderre et à son parti, Équipe Denis Coderre pour Montréal, aujourd’hui connu comme Ensemble Montréal, qui gouvernait Montréal depuis 2013. Anthropologue de formation, la mairesse Plante est d'abord conseillère du district Sainte-Marie de 2013 à 2017 avant de briguer la chefferie de Projet Montréal, qu'elle remporte le 4 décembre 2016. Dotée au départ d’une faible notoriété, en comparaison à son principal rival, le maire sortant Denis Coderre, Plante parvient tout de même à se démarquer et à récolter suffisamment d'appui, grâce, entre autres, à l'implantation déjà solide de Projet Montréal dans plusieurs arrondissements de Montréal, pour remporter l'élection de novembre 2017.
Depuis son arrivée à la mairie, l'administration Plante fait avancer certains dossiers liés à la mobilité. Entre autres, on compte l’agrandissement et la conversion de la flotte d'autobus de la Société de transport de Montréal, la création d'une «escouade de la mobilité» pour s'attaquer aux embouteillages et l'implantation progressive du  Réseau express vélo (REV) et d'un tronçon de la Ligne rose entre Lachine et le centre-ville de Montréal. L'administration entend, à partir de 2021, augmenter les seuils de logements sociaux, abordables et familiaux dans les nouvelles constructions résidentielles de plus de 5 logements et réduire les GES de la ville de Montréal de 55% d’ici 2030.
Critiquée pour son premier budget par les propriétaires et les villes de banlieue, Valérie Plante a également revu certaines décisions de l'administration Coderre notamment l'annulation du controversé ePrix de Montréal et le retrait du règlement anti-pitbull. L'administration Plante s'est opposée à plusieurs projets de lois controversés du gouvernement François Legault comme la restriction à la consommation du cannabis dans les lieux publics, la réduction des seuils d’immigration et l'interdiction du port de signes religieux pour les employés de l'État.

## Course à la mairie de Montréal en 2017
Alors que l'élection municipale de 2013 était une lutte de quatre partis et candidats à la mairie, l'élection de 2017 se dessine comme un duel entre l'administration Coderre et l'opposition à l'hôtel de ville, Projet Montréal. Le parti d'opposition perd son chef et fondateur Richard Bergeron qui se retire du parti en 2014 pour être recruté par l'Équipe Denis Coderre en novembre 2016 La direction par intérim du parti est confiée au maire du Plateau-Mont-Royal Luc Ferrandez qui renonce éventuellement à se porter candidat à la mairie de Montréal.
Projet Montréal lance sa course à la chefferie le 5 septembre 2016, les candidats sont les conseillers dans Rosemont–La Petite-Patrie, Guillaume Lavoie et François Limoges, l'urbaniste Gérald McNichols Tétreault et la conseillère dans Ville-Marie, Valérie Plante. Les candidats Gérald McNichols Tétreault et François Limoges se retireront avant la fin de la course. Le 4 décembre 2016, la conseillère Valérie Plante remporte la chefferie de Projet Montréal avec 51,9 % des voix contre son seul rival le conseiller Guillaume Lavoie.
Un premier sondage Léger réalisé en juin 2016 donne une avance de 14 points au maire sortant Denis Coderre sur Projet Montréal et Valérie Plante. Toutefois, le Baromètre des personnalités politiques au Québec 2017 montre également que la cote de popularité du maire Coderre a baissé de 9 % en un an, s'établissant à 60%.
En août 2017, Projet Montréal lance une première campagne d'affichage pour la candidate Valérie Plante. Les pancartes affichés partout dans Montréal montrent la candidate souriante avec le slogan « L’homme de la situation ».
L'organisation du ePrix de Montréal tenu le 29 juillet 2017 a provoqué le mécontentement de résidents de Ville-Marie,, colère canalisée par les oppositions à l'hôtel de ville,. Décrit par le maire sortant Denis Coderre comme un «succès hors de toute attente», l'événement soulève plusieurs questions par rapport à son coût réel et au nombre de billets vendus. Le secret gardé autour de l'organisation de l'événement mettent l'administration Coderre sur la défensive jusqu'à la fin de la campagne, une situation qui profitera vraisemblablement à la candidate Valérie Plante.

### Campagne électorale

En plus de remporter la mairie, Projet Montréal (en vert) parvient à récolter la majorité des sièges, arrondissements et districts au conseil de ville à l'élection de 2017

La campagne électorale pour les élections municipales de 2017 débute officiellement le vendredi 22 septembre. Le 27 septembre, la firme Mainstreet dévoile les résultats de son sondage du 20 au 22 septembre; l'avance de Denis Coderre s'est réduite à 5 points d'avance sur Valérie Plante. Projet Montréal est largement en tête des intentions de vote des 18-34 ans. La période de mise en candidature se termine le 6 octobre; 298 candidatures ont été déposés à Montréal (485 candidatures avaient été déposées en 2013).
La Chambre de commerce du Montréal métropolitain organise le seul débat de la campagne le 19 octobre. Plante et Coderre s’affrontent en mettant l'accent sur les différences de leurs engagements respectifs. Coderre vante pour sa part les différentes réalisations de son administration et plaide pour le retour du baseball professionnel à Montréal. Opposée au retour du baseball sans consultation des Montréalais, Plante critique le bilan de l'administration Coderre en transport collectif et la trop grande centralisation des pouvoirs. Tenu à l’écart du débat devant la Chambre de commerce, le candidat à la mairie de Coalition Montréal, Jean Fortier, abandonne la course à la mairie le 17 octobre et donne son appui personnel à Valérie Plante. Sans retirer ses 16 candidatures dans 7 arrondissements, Coalition Montréal conclut une entente avec Projet Montréal le 18 octobre pour appuyer Valérie Plante à la mairie.
Le 25 octobre, à deux semaines de l'élection, un sondage Léger indique que Denis Coderre et Valérie Plante sont à égalité dans les intentions de vote à 38% chacun. Selon le sondage, Valérie Plante prend de l'avance chez les personnes âgées de 55 ans et plus et les non-francophones.
Dans les jours précédant l'élection, Denis Coderre reçoit plusieurs appuis notamment ceux des journaux La Presse et Le Devoir, des hommes d'affaires Stephen Bronfman, Pierre Boivin, Eric Boyko, Mitch Garber, Bertrand Cesvet et les hommes politiques Gilles Duceppe et Raymond Bachand. Citant les affaires litigieuses entourant l'administration de l'ex-maire Gérald Tremblay, les partisans du maire Coderre saluent l'intégrité de son administration et création du Bureau de l’inspecteur général. Ils vantent aussi sa gestion des finances publiques, sa réduction des dépenses et le « climat d'affaires » sous son administration.
Le 5 novembre 2017, la candidate à la mairie de Montréal, Valérie Plante, et son parti Projet Montréal remportent l'élection municipale. Le maire sortant, Denis Coderre est défait et se retire de la politique  municipale. Son parti, Équipe Denis Coderre pour Montréal, se retrouve dans l'opposition à l'hôtel de ville. Plante gagne 51,42 % du vote populaire contre 45,66 % pour Coderre. Majoritaire, Projet Montréal obtient 34 sièges au conseil municipal en faisait élire 10 maires d'arrondissement et 23 conseillers municipaux.
Valérie Plante devient la première mairesse de l'histoire de Montréal. C'est aussi la première fois que le parti Projet Montréal, fondé en 2004, obtient la mairie ou la majorité à l’hôtel de ville.

## Membres de l'administration Plante
| Poste                | Nom | Mandat                                              |
| -------------------- | --- | --------------------------------------------------- |
|                      | |                                                     |
| Mairesse             | Valérie Plante | 2017–présent                                        |
|                      | |                                                     |
| Président            | Benoit Dorais | 2017–présent                                        |
|                      | |                                                     |
| Vice-présidente      | Magda Popeanu | 2017–présent                                        |
|                      | |                                                     |
| Vice-président       | Sylvain Ouellet | 2017–présent                                        |
|                      | |                                                     |
| Autres membres       | Éric Alan Caldwell Nathalie Goulet Robert Beaudry Rosannie Filato François William Croteau Laurence Lavigne Lalonde Jean-François Parenteau Émilie Thuillier | 2017–présent 2019–présent                           |
|                      | |                                                     |
| Conseillers associés | Marie-Josée Parent Sophie Mauzerolle Alex Norris Marianne Giguère Craig Sauvé Suzie Miron Hadrien Parizeau Caroline Bourgeois                                | 2018–présent 2017–présent 2018–présent 2019–présent |
| Anciens membres      | |                                                     |
|                      | Luc Ferrandez Christine Gosselin | 2017–2019                                           |

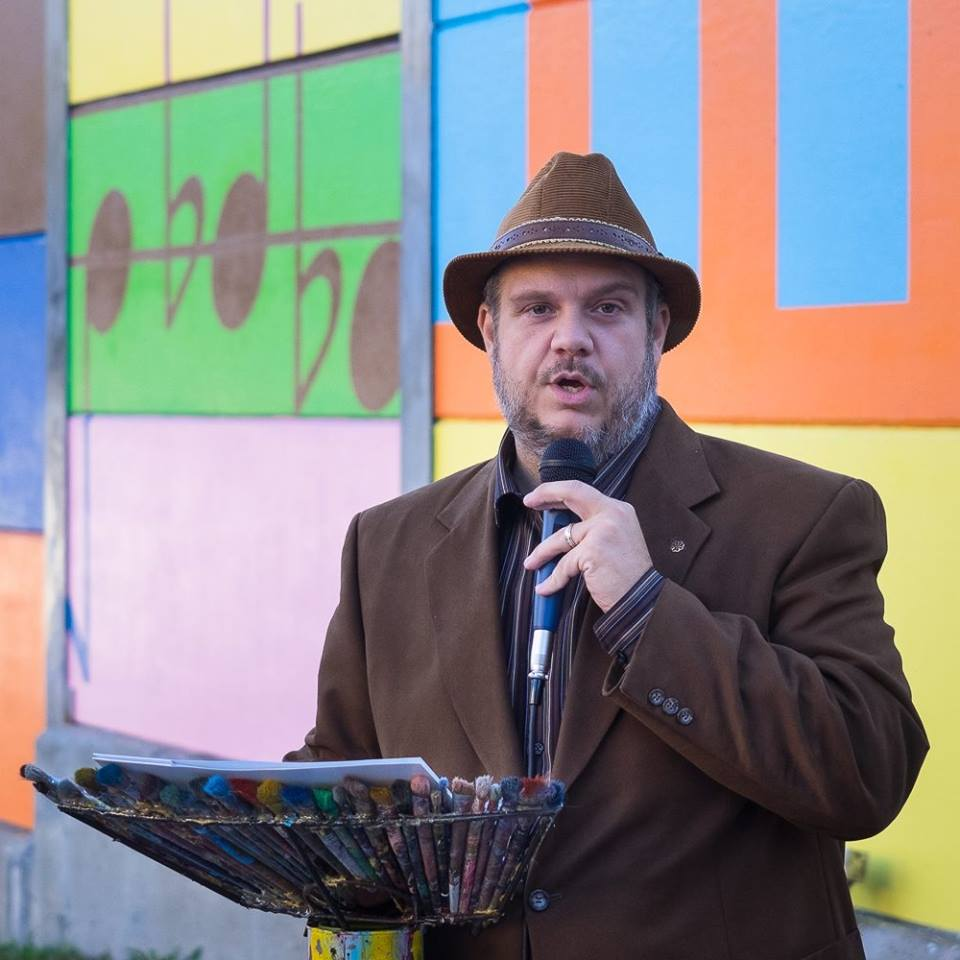
Benoit Dorais, président du comité exécutif

Le 20 novembre 2017, l'administration Plante dévoile un comité exécutif paritaire formé de 13 membres. Benoit Dorais, le maire de l'arrondissement Le Sud-Ouest est nommé président du comité en plus de superviser les départements des finances, du capital humain, des communications corporatives, des affaires juridiques et de l’évaluation foncière. Magda Popeanu, conseillère de ville pour le district de Côte-des-Neiges et Sylvain Ouellet, conseiller de ville pour le district de François-Perrault, sont nommés vice-présidents. Popeanu supervise l'habitation, la gestion et planification immobilière, la diversité montréalaise et Ouellet est chargé des infrastructures de l’eau, des infrastructures et de la Commission des services électriques de Montréal.
Parmi les autres membres du premier comité exécutif, on compte la conseillère du Vieux-Rosemont, Christine Gosselin, au patrimoine, à la culture, et au design, le maire du Plateau-Mont-Royal, Luc Ferrandez à l'environnement, les grands parcs, le développement durable, les espaces verts et les grands projets, la conseillère d'Ahuntsic, Nathalie Goulet, à la sécurité publique. Pour leur part, le conseiller de Saint-Jacques, Robert Beaudry, est au développement économique et commercial et aux relations gouvernementales, la conseillère de Villeray, Rosannie Filato, au développement social, communautaire, à l'itinérance, la jeunesse, le sports et les loisirs, le maire de Rosemont–La Petite-Patrie, François Croteau, à la ville intelligente, aux technologies de l’information, et à l'innovation et la conseillère de Maisonneuve-Longue-Pointe, Laurence Lavigne Lalonde à la transparence, la démocratie, la gouvernance, la vie citoyenne et à l'Espace pour la vie. Le maire de Verdun, Jean-François Parenteau, qui siège comme indépendant depuis l'élection, est chargé des services aux citoyens et de l'approvisionnement.
En mars 2019, Valérie Plante procède au premier remaniement de son comité exécutif; la conseillère Christine Gosselin est exclue du comité et remplacée par la mairesse de l'arrondissement d’Ahuntsic-Cartierville Émilie Thuillier. Caroline Bourgeois, devenue mairesse de Rivière-des-Prairies-Pointe-aux-Trembles lors de l'élection partielle de décembre 2018, devient conseillère associée au développement économique et responsable de l’est de Montréal.
Le 1er octobre 2019, la conseillère indépendante de Peter-McGill et présidente du conseil municipal de Montréal, Cathy Wong, décide de joindre les rangs de Projet Montréal.
La démission de Luc Ferrandez en mai 2019 entraîne une élection partielle sur Le Plateau-Mont-Royal le 7 octobre 2019. Projet Montréal conserve la mairie du Plateau-Mont-Royal avec l'élection de Luc Rabouin.

## Relations avec le gouvernement du Québec

### Gouvernement Couillard
Au total, l'administration Plante coexistera avec le gouvernement Couillard un peu plus de dix mois, soit de l'assermentation de Valérie Plante à la défaite de Philippe Couillard à l'élection générale québécoise de 2018. La première rencontre officielle avec le gouvernement Couillard et l'administration Plante se déroule 2 jours après l'élection à Montréal. C'est Martin Coiteux, alors ministre des Affaires municipales, qui est le premier membre du Conseil exécutif du Québec à s'entretenir avec la nouvelle mairesse.
L'administration Plante est l'héritière des pouvoirs de la Loi augmentant l’autonomie et les pouvoirs de la Ville de Montréal, métropole du Québec sanctionné par l'Assemblée nationale du Québec en septembre 2017. Les nouveaux pouvoirs sont, entre autres, en matière d’habitation, de lutte à l’itinérance et d’accueil de la population immigrante.

### Gouvernement Legault
L'élection d'un gouvernement caquiste majoritaire le 1er octobre 2018 entraîne un repositionnement du gouvernement du Québec et une réévaluation des enjeux prioritaires pour Montréal. La CAQ ne compte que deux députés sur l'île de Montréal, l'ex-mairesse de l'arrondissement de Rivière-des-Prairies–Pointe-aux-Trembles Chantal Rouleau dans Pointe-aux-Trembles et Richard Campeau dans Bourget. Pour leur part, les banlieues, la Rive sud et la Couronne nord, remportent la balance du pouvoir dans la Communauté métropolitaine de Montréal.

#### Immigration et port des signes religieux
Avant même l'élection du gouvernement du caquiste de François Legault, l'administration Plante s'est positionnée contre l'engagement électoral de la réduction des seuils d’immigration au Québec un enjeu mis de l'avant par le futur premier ministre.
Le 4 décembre 2018, le ministre de l'Immigration du Québec Simon Jolin-Barrette dépose le plan caquiste en matière d'immigration soit la réduction de près de 24 % seuils d’immigration. Bien que l'administration Plante a dû se résigner face à la décision de Québec, la mairesse a exprimé son inquiétude par rapport à la situation en soulevant les besoins de main-d’œuvre à Montréal.
Le 28 mars 2019, le gouvernement caquiste dépose son projet de loi sur la laïcité de l'État à l’Assemblée nationale du Québec. Valérie Plante déclare que son administration est «préoccupée » par les conséquences entraînés par l’interdiction du port de signes religieux pour tout employé de l’État en position de coercition notamment en ce qui attrait à l’accès à l’emploi et l’intégration des nouveaux arrivants. Selon la mairesse, le projet de loi va également à l’encontre de la Charte montréalaise des droits et responsabilités qui est «fondée sur l’engagement à combattre la discrimination, le profilage racial, la xénophobie, le racisme, le sexisme, l’homophobie, l’âgisme, la pauvreté et l’exclusion, lesquels sont de nature à miner les fondements d’une société libre et démocratique».
Le 15 avril 2019, l'administration Plante et l'opposition à l'hôtel de ville, Ensemble Montréal, font front commun contre le projet de loi 21 plaidant pour une «laïcité ouverte» à Montréal.

#### Transport public
En mai 2018, lors de son congrès à Lévis, la Coalition avenir Québec s'oppose à la construction de la ligne rose du métro de Montréal, l'une des promesses majeures de l'administration Plante. Le dossier de la ligne rose est abordé lors de la première rencontre entre Valérie Plante et le premier ministre François Legault le 26 octobre 2018. Legault refuse la ligne rose: selon lui, le projet entraînerait des coûts trop élevés.

#### Cannabis
La volonté du gouvernement François Legault d'imposer une cadre plus restrictif à la consommation et à la vente du cannabis ne trouve pas écho au sein de l'administration Plante. Le 19 février 2019, la mairesse Plante et le chef de police de Montréal Sylvain Caron participent aux consultations sur le projet de loi no 2, Loi resserrant l’encadrement du cannabis de la CAQ. Ils défendent la position de la Ville de Montréal soit le maintien de l'âge minimal pour acheter du cannabis à 18 ans et défendent le droit des consommateurs de cannabis de fumer dans les lieux publics à Montréal.
Le gouvernement François Legault amende finalement le projet de loi no 2 en mai 2019 pour permettre aux consommateurs de cannabis de fumer dans certains endroits publics comme les parcs en concordance avec la position de l'administration Plante.

## Relations avec le gouvernement du Canada
La mairesse Valérie Plante rencontre officiellement le premier ministre Justin Trudeau pour la première fois le 19 décembre 2017. Cette rencontre est l'occasion de parler de transport en commun, de logement et de la légalisation prochaine du cannabis.
L’administration Plante accueille positivement le budget fédéral 2019 du gouvernement Trudeau qui inclut des fonds supplémentaires pour les infrastructures, notamment pour le réseau d’eau, le logement social, la lutte contre la pauvreté et la crise des opioïdes.

## Dossiers, politiques et réalisations

### Transport collectif et mobilité

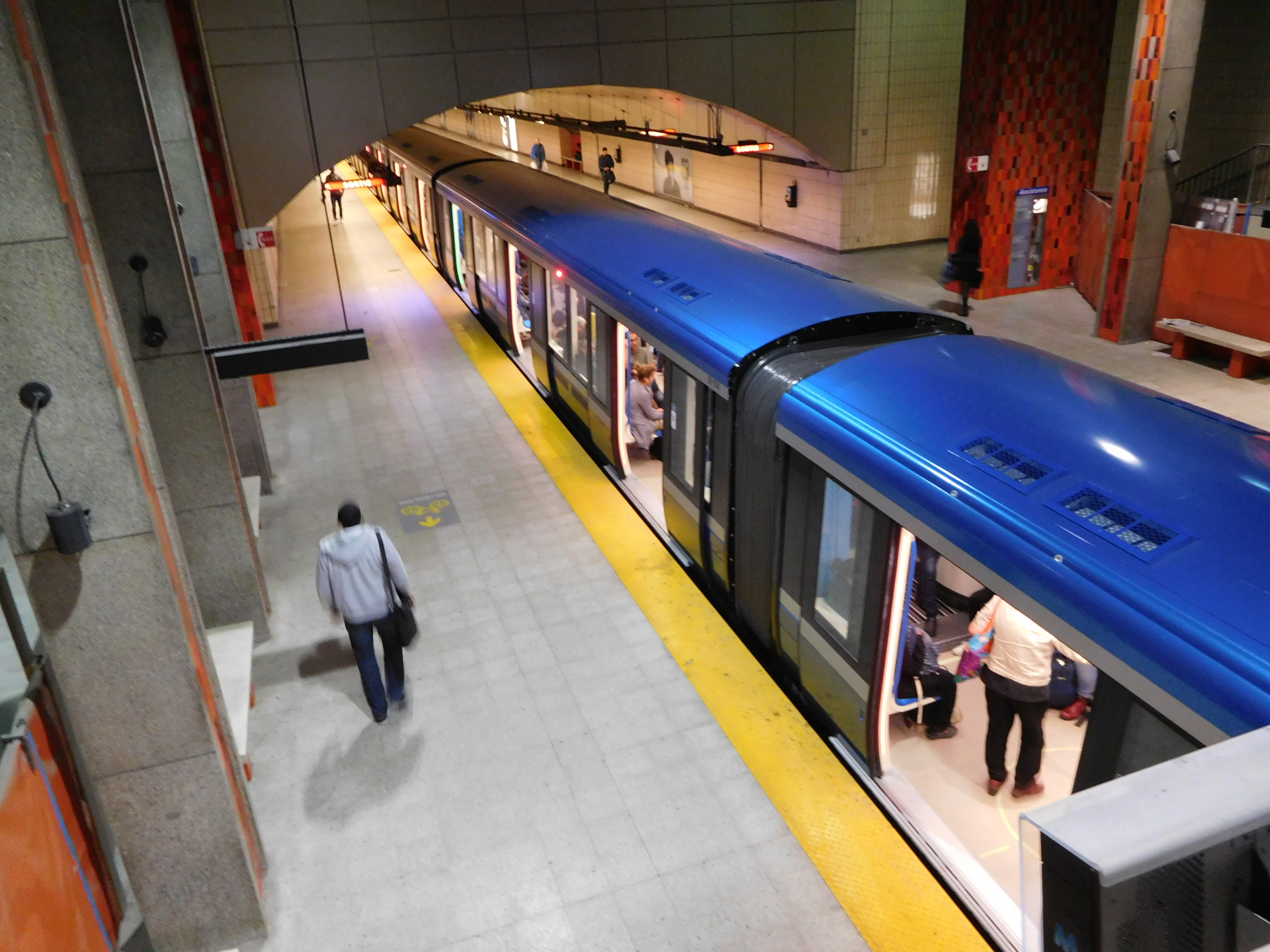
L'administration Plante propose l'expansion du métro de Montréal, notamment avec le prolongement de la ligne bleue et la création de la Ligne rose

À l'instar d'autres villes du Québec, l'enjeu du transport est l'un principaux thèmes de leur campagne électorale de 2017 à Montréal. Avant l'élection, Projet Montréal et la mairesse Plante se sont engagés  à faire de la mobilité l'enjeu clé d'une administration de Projet Montréal. Parmi leurs engagements principaux, on compte le prolongement de la ligne bleue du métro vers l'Est, la création de la Ligne rose, l'amélioration de la sécurité sur les routes, la création d’une tarification sociale du transport en commun, et l’aménagement d'un réseau cyclable sécurisé de 140 km.

#### Nouvelles infrastructures et acquisitions
Les grands projets d'infrastructures en transport en commun relèvent des paliers provinciaux et fédéraux du gouvernement. Valérie Plante s'est dit dépendre des gouvernements pour l’obtention de plus de fonds pour la réalisation de grands projets d'infrastructures de transport collectif. Au début de son mandat, l'administration Plante a procédé à l'achat de 300 autobus hybrides pour augmenter la flotte de la STM de 15% afin d'améliorer de la desserte du réseau.
L'administration Plante et la Société de transport de Montréal (STM) annoncent en mai 2019 des mesures d'atténuation pour désengorger la ligne orange du métro à l'heure de pointe. De nouvelles lignes d'autobus express sont inaugurées et la fréquence des trains sur la ligne augmentera. La STM a déjà augmenté la fréquence des passages du métro sur les lignes verte et orange en mars 2019.
En conformité avec sa promesse électorale, Valérie Plante annonce le 27 mai 2019 le déploiement progressif des premiers tronçons du Réseau express vélo (REV) d'ici à 2021. Le réseau se démarquera des pistes cyclables conventionnelles en étant plus larges et le plus souvent unidirectionnelles. Les cinq premiers axes projetés sont Berri-Lajeunesse-Saint-Denis, Viger-Saint-Antoine-Saint-Jacques, Peel, Bellechasse et Souligny. En bout de ligne le réseau devrait compter 17 axes totalisant 184 kilomètres. L'objectif de la ville est d'augmenter la part modale du vélo à Montréal à 15 %.
Le 27 juin 2019, le gouvernement du Québec promet de financer l'implantation d'un système de transport rapide entre Lachine et le centre-ville de Montréal correspondant au tronçon ouest de la ligne rose. La ville de Montréal cède en échange 800 millions de dollars de son enveloppe fédérale destinés au transport collectif de Montréal. L'entente prévoit également la mise en place de portes palières sur les quais des stations de la ligne orange du métro et la création d’un centre d’attachement et l’implantation d’un nouveau système de contrôle de trains sur la ligne bleue.

#### Décongestion du réseau de transport
Le 22 août 2018, l'administration Plante déploie la nouvelle l’Escouade mobilité composée de six inspecteurs en circulation. Ce groupe d'inspecteur est chargé d’améliorer la fluidité en prévenant les entraves dans les rues, sur les trottoirs et sur les pistes cyclables. L'Escouade est d’abord assignée aux territoires des arrondissements Ville-Marie, du Plateau-Mont-Royal  et  du  Sud-Ouest. En 2019, le nombre d'inspecteurs passe de 6 à 11 et leur territoire d'activité est étendu aux arrondissements Rosemont–La-Petite-Patrie, de Mercier–Hochelaga-Maisonneuve et de Côte-des-Neiges–Notre-Dame-de-Grâce. Uniquement du 1er juillet au 19 août 2019, l’escouade procède à 7090 interventions. Au printemps 2020, l'escouade étend son champ d'action aux 19 arrondissements de Montréal.

### Environnement et développement durable

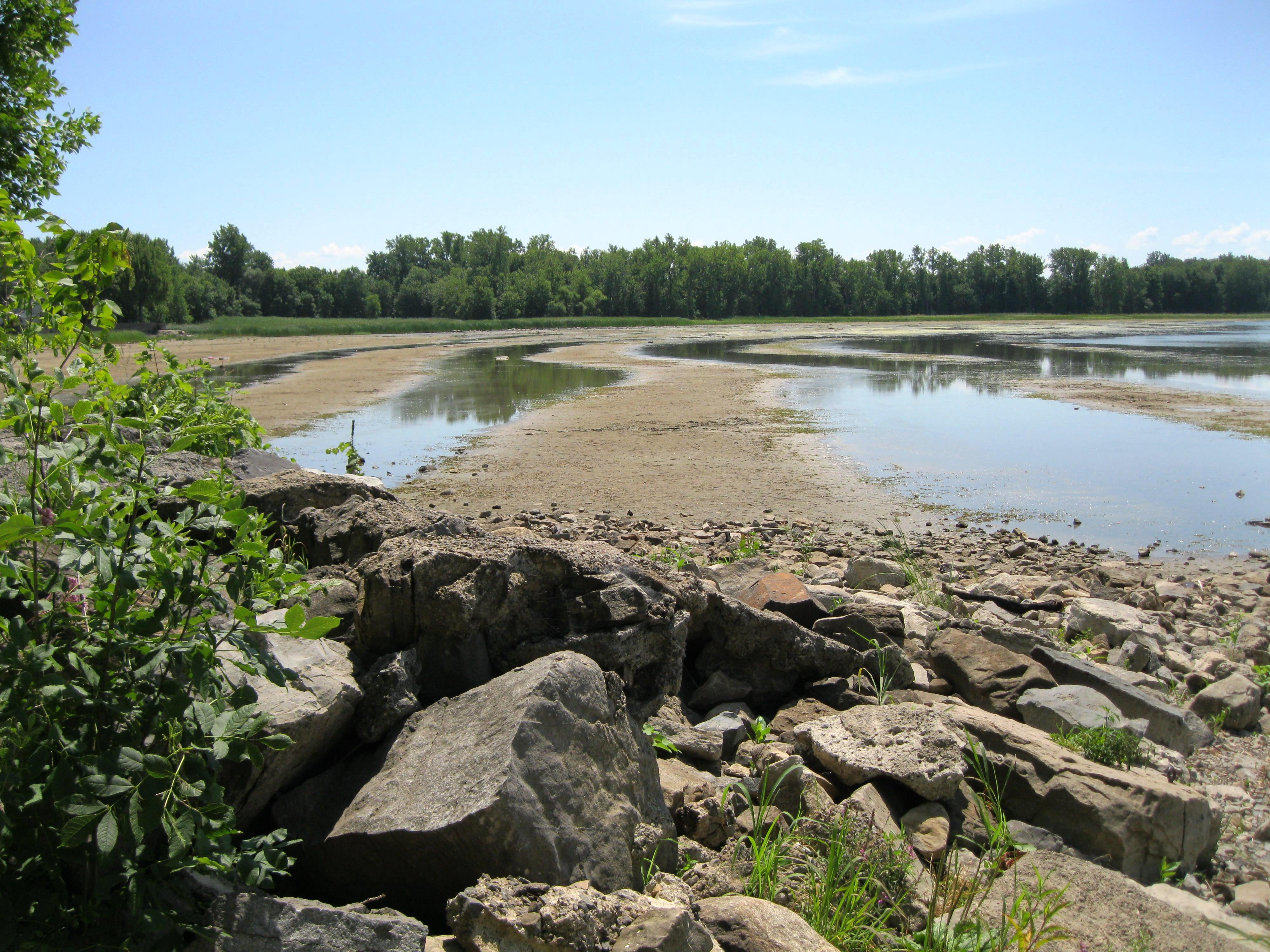
Le Grand Parc de l'Ouest, annoncé en 2019, intégrera, entre autres espaces verts, le Parc-nature de l'Anse-à-l'Orme

Le 2 avril 2019, Valérie Plante annonce que l'empreinte carbone des déplacements en avion des élus, du personnel politique et des employés municipaux sera compensée par l'achat de crédit à la Bourse du carbone Scol’ERE.Toujours en avril, l'administration Plante présente son plan pour limiter, à partir du printemps 2020, l'utilisation d'objets de plastique à usage unique. La démarche débute avec le dépôt du projet de règlement à l'automne 2019, une consultation publique au début 2020 et l'adoption du règlement en avril 2020. La mairesse Plante entend profiter de l'occasion pour analyser les impacts du protocole en vigueur depuis juin 2018, interdisant déjà les sacs de plastique de moins 50 microns dans la métropole, pour l'étendre à tous les sacs de plastique. Éventuellement, l'administration Plante annonce en février 2020 l'interdiction complète des sacs de plastique dans les commerces de son territoire pour 2021.
En mai 2019, l'administration présente son plan pour l'élimination graduelle du chauffage résidentiel, commercial et industriel au mazout sur l’île de Montréal.
En août 2019, Valérie Plante annonce la future création du Grand Parc de l'Ouest, un espace vert de 30 km2 qui combinera notamment les parcs-nature de l'Anse-à-l'Orme, du Bois-de-L’Île-Bizard, du Bois-de-la-Roche, du Cap-Saint-Jacques et des Rapides-du-Cheval-Blanc. Le parc projeté est la plus grande étendue verte urbaine du Canada et l’un des plus grands parcs agricoles municipaux du monde.
Le 23 septembre 2019, lors d'un discours au Sommet Action Climat, devant l’Assemblée générale des Nations unies, Valérie Plante, porte-parole des villes du monde, s'engage à réduire les émission de GES de la ville de Montréal de 55 % d'ici 2030. Cet engagement est salué par Greenpeace et Équiterre qui demandent toutefois à la mairesse de préciser son plan pour y parvenir. Le 27 septembre, Valerie Plante participe à la marche sur le climat et reçoit la militante écologiste Greta Thunberg à l’hôtel de ville de Montréal.
En novembre 2023, l'administration annonce un plan d'agrandissement du parc-nature de la Pointe-aux-Prairies pour créer un Grand Parc de l'Est,.

### Pandémie de Covid-19
À la suite de la déclaration d'urgence sanitaire par le gouvernement du Québec, la Ville de Montréal procède le 13 mars 2020 à la fermeture des installations municipales comme les arénas, les piscines et les bibliothèques. La mairesse Plante annonce également, le 19 mars, le report d’un mois du dernier versement des taxes municipales. Cette mesure prive dans l'immédiat la ville de Montréal de près de deux milliards de dollars en liquidités. La ville accorde également un moratoire de six mois aux entreprises privées pour le remboursement du capital et des intérêts sur les prêts effectués auprès des fonds PME MTL, des Fonds locaux de solidarité et des Fonds de commercialisation des innovations. Un montant de 5 millions est accordé par la ville aux entreprises liées aux industries créatives et culturelles, ainsi qu’au commerce de proximité et au tourisme.
Alors que l'épidémie s’accélère à Montréal au début d'avril 2020, l'administration Plante annonce une surveillance policière accrue pour faire respecter les mesures de distanciation sociale dans six grands parcs urbains, soit Mont-Royal, Jeanne-Mance, Laurier, La Fontaine, Maisonneuve et celui du canal de Lachine.

### Logement et mixité sociale
La Ville de Montréal avait adopté la Stratégie d'inclusion de logements abordables dans les nouveaux projets résidentiels sous l'administration de Gérald Tremblay en 2005. Le règlement obligeait tous les projets immobiliers de plus de 200 logements, qui nécessitent des dérogations réglementaires qui portent sur l'usage, la hauteur ou la densité, d'inclure minimalement 15 % de logements sociaux et 15 % de logements abordables. La stratégie est révisée en 2015 par l'administration de Denis Coderre pour y inclure les projets immobiliers de plus de 100 logements.
L’administration Plante dépose son Règlement pour une métropole mixte le 12 juin 2019. Ce nouveau règlement fixe le seuil minimal de logements sociaux, abordables et familiaux qui devront être inclus dans tous les projets immobiliers de cinq logements et plus, à partir du 1er janvier 2021.
L'administration annonce son plan de créer un nouveau quartier carboneutre Namur-Hippodrome avec près de 20 000 logements sur l'ancien site de l'Hippodrome de Montréal. Le secteur Bridge-Bonaventure est un autre projet résidentiel de l'administration, le long du fleuve Saint-Laurent,.

### Économie et urbanisme
L'administration de Valérie Plante a été décrite par des spécialistes et chercheurs de l'ENAP et de l'UQAM comme «plus efficace» et «mieux organisée» que l'administration de Denis Coderre en matière de développement économique local. La Stratégie de développement économique de la Ville de Montréal 2018-2022 déposée par l'administration Plante en avril 2018 a été saluée et décrite par Chambre de commerce du Montréal métropolitain comme «en phase avec les priorités de la communauté d’affaires».
À la suite d’une recommandation de la Commission sur le développement économique et urbain et l’habitation, Valérie Plante exige en janvier 2019 la révision du mégaprojet Royalmount du promoteur Carbonleo, situé à la Ville de Mont-Royal mais à l’intérieur de l’agglomération de Montréal. Le budget 2020 de la Ville de Montréal, déposé le  25 novembre 2019, offre un allégement fiscal pour les commerçants avec une baisse de taxes de 12,5 % sur les premiers 625 000 $ d’évaluation.

### Sécurité publique et gestion de crise
L'administration Plante s'est prononcé contre le port de caméras portatives pour les policiers montréalais. Les coûts entraînés par un éventuel projet et les enjeux technologiques sont les principales justification de son annulation. En novembre 2019, l'administration Plante abroge le règlement P-6 qui forçait les manifestants à fournir leur itinéraire aux policiers lors de manifestations et interdisait de se couvrir le visage « sans motif raisonnable » avec un foulard ou un masque. Ce règlement municipal avait été adopté sous l’administration de Gérald Tremblay pendant la grève étudiante québécoise de 2012 et a été débouté en 2016 par la Cour supérieure et la Cour d'appel du Québec.

### Immigration
L'administration Plante dépose en décembre 2018 , le premier plan d’action entièrement destiné à l’intégration des nouveaux arrivants à Montréal. Le plan inclut un soutien financier 3,9 M$ pour des projets structurants locaux et des services mutualisés dans 6 arrondissements et 3,75 M$ pour les organismes communautaires de Montréal.

## Critiques

### Premier budget et tensions avec les banlieues
Le premier budget de l'administration Plante est critiqué principalement pour l'augmentation des taxes municipales au-dessus de l'inflation pour investir massivement dans les infrastructures de l’eau. Plusieurs citoyens et les membres de l’opposition reprochent à Valérie Plante de briser sa promesse de ne pas augmenter les taxes au-dessus 2,1 %.
Le budget 2017-2018 de la Ville de Montréal impose une hausse de contribution financière aux banlieues de l'île de Montréal d'en moyenne 5,3% pour 2018. Dans les villes de Mont-Royal et de Montréal-Ouest, les hausses atteignent 9,8% et 9%. Réunis à l’hôtel de ville de Montréal en janvier 2018, les maires des quinze villes liées de Montréal exigent au ministre des Affaires municipales, Martin Coiteux, de revoir la gouvernance de l’agglomération de Montréal.

### Démission de Luc Ferrandez
Le 14 mai 2019, le maire du Plateau-Mont-Royal, Luc Ferrandez, une figure proéminente de Projet Montréal, démissionne en déclarant que l'administration Plante n'en fait pas assez pour contrer les changements climatiques et protéger l'environnement.